# گوجه‌فرنگی شکم‌پر
گوجه‌فرنگی شکم پر یکی از غذاهایی است که در آن گوجه‌فرنگی با موادی که معمولاً شامل برنج نیز هست، می‌شود.

## نام‌ها
در زبان‌های مختلف، نام این غذا به معنای واقعی کلمه «گوجه فرنگی شکم پر» است. در نقاط دیگر، نام آن مشخص می‌کند که این غذا شامل برنج است، مانند ایتالیایی: Pomodori al Riso.

## آماده‌سازی و مواد تشکیل دهنده
در بیشتر کشورها، گوجه فرنگی‌ها را با گوشت (بره) و برنج پر می‌کنند؛ سایر مواد تشکیل دهنده آن پیاز، جعفری، روغن زیتون، نعناع، فلفل سیاه و نمک است. در غذای رومی، پرکننده به‌طور سنتی فقط با برنج تهیه می‌شود و می‌توان آن را با دارچین نیز طعم‌دار کرد.
در پرووانس فرانسه، تهیه فارسیس گوجه‌فرنگی با گوشت چرخ‌کرده، پودر سوخاری و پنیر رایج است. در نیس، ابتدا گوجه‌ها خالی می‌شوند و سپس با موادی مانند پیاز، سیر، بادمجان، فلفل، رب گوجه‌فرنگی و مرزنجوش طعم‌دار می‌شوند.